# Sörét

A sörétgyártás animációja

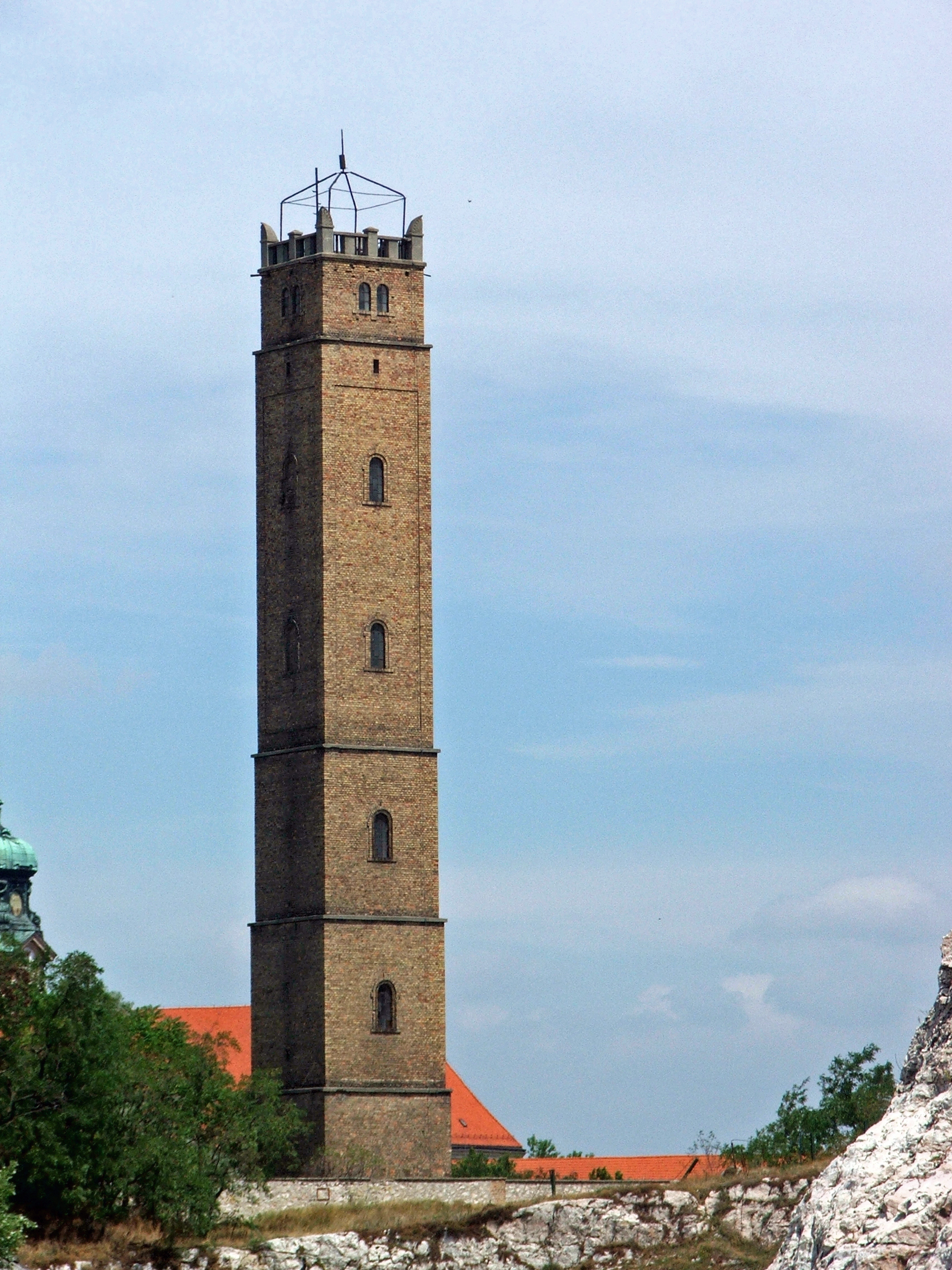
Söréttorony Tatán, ma kilátótorony szerepét tölti be

A sörét golyó alakú, 1,5-15,5 mm átmérőjű, ólomötvözetből vagy acélból készült lövedék, melyekből egyszerre többet kézi vadászfegyverből lőnek ki. A sörétet sok más célra is használják: például nyers vas és acélöntvényeket a revétől és a rátapadt homoktól sörétszórással is tisztítják. A sörétet hagyományosan söréttoronyban készítik: a középen üres többemeletes torony felső szintjén lévő tégelyből a megolvasztott ólomötvözetet csepegtetik, a cseppek lehullva a felületi feszültségtől gömb alakot vesznek fel majd kihűlve megszilárdulnak. Ilyen söréttornyok láthatók Magyarországon Tatán, Újpesten a stadion mellett és Tolna vármegyében, a Kölesdhez tartozó Borjádon.
A sörét átmérőjét 1-től 10-ig terjedő számmal szokták jelölni. Minél nagyobb a szám, annál kisebb a sörét átmérője, vagyis n° 1-es a legnagyobb, míg a n° 10-es a legkisebb átmérőjű.
Emellett a jelölési rend mellett Franciaországban létezik még egy sor egyéb sörétméret-meghatározás: más számokkal jelöli az azonos méreteket a párizsi, a lyoni vagy a marseille-i sörétméret-sorozat, ami nem kis fejtörést okozhat a felhasználóknak.
A megfelelő sörétméretet természetesen elsősorban a vadhoz választjuk, de figyelembe kell venni a lőtávolságot, valamint a vadászat egyéb jellegzetességeit is (megállásból történő lövés, vagy repülő vadra történő vadászat)

## Fajtái
- lágy sörétek, melyeket csak elvétve használnak, mivel nagyon erősen deformálódnak;
- keményített sörétek, amik úgy készülnek, hogy ólomötvözethez némi antimont adnak;
- acél sörétek, elsősorban környezetvédelmi megfontolásokból használatosak;[2]
- nikkelezett sörétek, melyeket nikkel felületkezeléssel látnak el, így felületük keményebb, mint az előzőeké. Ezek a sörétek a legjobbak, mivel nagyszerű az áthatolóképességük mind a levegőben, mind pedig a szövetekben, és deformálódásuk is minimális. Igaz, ezek a legdrágábbak is.
- a szögletes sörétek szórása már kis távolságon is nagy, ezért elsősorban nyúl vagy egyéb apróvad közelről történő vadászatához használják.